# Mogulistan

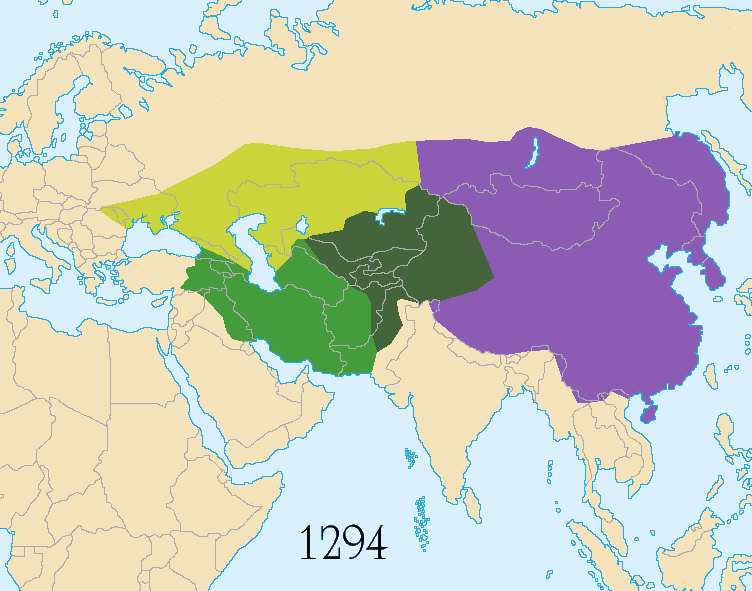
Nachfolger des Mongolischen Reiches:
Khanat der Goldenen Horde
Tschagatai-Khanat
Ilchanat
Reich der Yuan-Dynastie

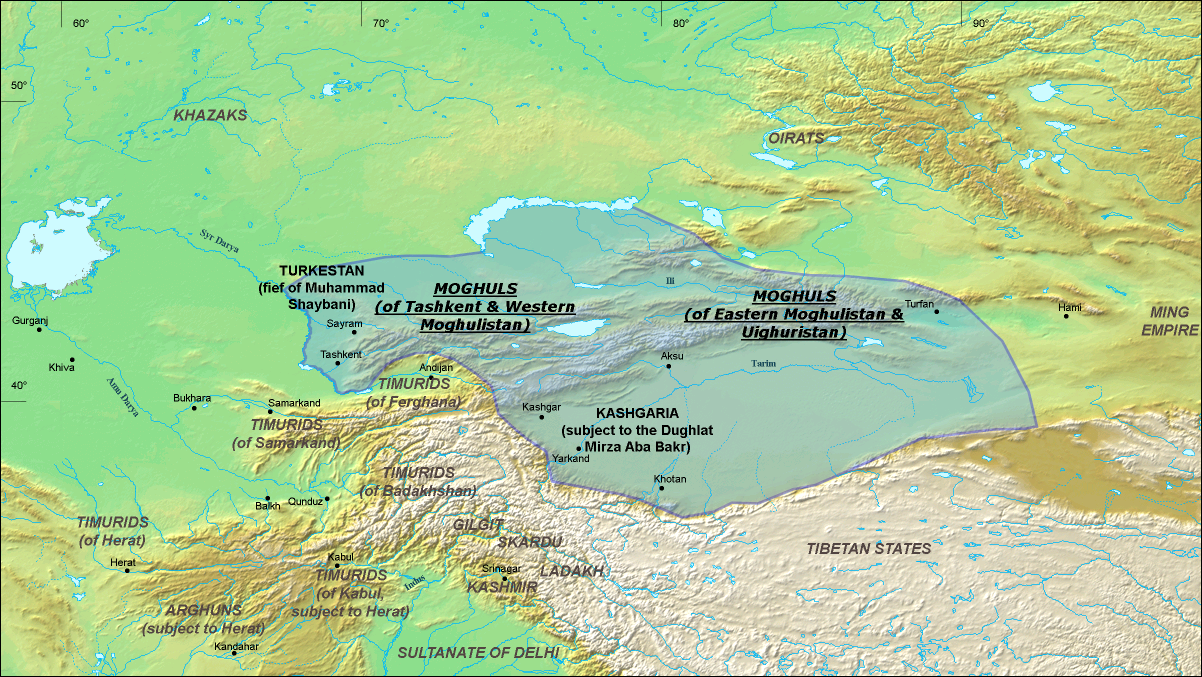
Einflusszonen der zwei Teile des Khanats Mogulistan um das Jahr 1490

Mogulistan, Moghulistan, Mogolistan bzw. Mongolistan ist eine historische geographische  Bezeichnung, die ‚Land der Mongolen’ bedeutet, und von den Persern ab dem 13. Jahrhundert für den östlichen Teil des Tschagatai-Khanats in Zentralasien verwendet wurde, seine Bewohner waren die Mogulen.

## Lage
Mogulistan erstreckt sich im Norden bis zum Tarbagatai-Gebirge, im Westen bis zum See Yssyk-Köl und dem Balchasch-See, im Osten bis zum Altai-Gebirge, im Süden umfasst es die Oasen des Tarim-Beckens. Grundsätzlich können das gesamte Tian-Shan-Gebirge des nördlichen Xinjiang, die Flüsse Tschüi und Talas und das Fergana-Tal ebenfalls Mogulistan zugerechnet werden.
Mogulistan - wie auch das Östliche Tschagatai-Khanat - wird häufig in zwei Teile unterteilt:
- in einen Ostteil: Alti Shahr, das Land der Sechs Städte[1], das dem Tarimbecken entspricht und auch Kaschgarien genannt wird, mit den Städten Yarkant, Kaschgar, Hotan, Aksu, Uqturpan[2], Yengisar[3].
- und einen Westteil: die Tienschan-Region, das Siebenstromland und die Stadt Taschkent.

Heute gehört der östliche Teil Mogulistans zur chinesischen Provinz Xinjiang, die westlichen Teile gehören zu Kasachstan und Kirgisien.

## Geschichte
Das Tschagatai-Khanat entstand um 1229, als der „Ulus Tschagatai“ von Tschagatai, einem Sohn Dschingis Khans, begründet wurde. Nach der Teilung des Mongolischen Reiches (ab 1260) gewann es eine zunehmende Selbständigkeit. Es bestand selbst aus zwei Teilen:
- einem Westteil, bestehend aus Transoxanien, auch Mawarannahr genannt, und angrenzenden Gebieten
- einem Ostteil - Mogulistan

In Mogulistan bestand das Östliche Tschagatai-Khanat, dessen Khan Tughluk Timur (1329/30–1363) ab 1360 Khan des gesamten Tschagatai-Khanats wurde.
Eine wichtige Stadt war Almaliq, das im 13. und 14. Jahrhundert während der Mongolenherrschaft gedieh. Almaliq war die Stadt eines Karluken-Herrschers gewesen, der bereits früh Dschingis Khan folgte, später unterhielt der mongolische Tschagatai Khan in der Nähe sein Heerlager. In der Stadt wurden im 14. Jahrhundert Münzprägungen nachgewiesen.
1429 gründete Abu'l-Chair Khan das Usbeken-Khanat - viele usbekische Nomaden lehnten jedoch die Errichtung eines Zentralstaates ab und wanderten nach Mogulistan, darunter auch Kerey Khan und Janybek Khan, die Gefolgsleute der Herrscher des Östlichen Tschagatai-Khanats, Esen Buqa II und Yunus Khan wurden und einen Teil von Mogulistan erhielten (Kuqibashi). Daraus entwickelte sich einige Jahre später das Kasachische Khanat. Das Tschagatai-Khanat wurde zunehmend auf das südliche Xinjiang (Nanjiang) beschränkt. Dieses Gebiet wurde später das Gebiet der Älteren Horde im Kasachen-Khanat, dessen Bewohner Kankalis, Dughlat, Jalayir und andere Stämme waren.